# Самосвал
Самосвалът е вид камион, използван за транспортиране на насипен материал (например пясък, чакъл, или пръст) за строителство. Типичният самосвал е оборудван с отворена каросерия, която е окачена в задната част и оборудвана с хидравлични бутала които повдигат предната ѝ част, което позволява на материала в каросерията, да се изсипе зад камиона на мястото за разтоварване.

## Видове самосвали
Почти всички самосвали използват хидравлика за повдигане на каросерията и са с различни конфигурации, всяка от които предназначена за изпълнение на конкретна задача от веригата за доставки на материала.